# International Opera Awards 2019
Die International Opera Awards 2019 stellten die siebente Verleihung der International Opera Awards dar. Die Nominierungen wurden am 29. Januar 2019 bekanntgegeben, die Verleihung fand am 29. April 2019 im Theater Sadler’s Wells in London statt. Die meisten Nominierungen, in insgesamt vier Kategorien (Chor, Neuinszenierung, Orchester und Uraufführung), erhielt das Royal Opera House, gefolgt von der Opéra National de Lyon mit Nominierungen in drei Kategorien (Chor, Erziehung und Wirkung sowie Uraufführung).

## Preisträger und Nominierte 2019
| Kategorie                                   | Preisträger                                                                 | Weitere Nominierte |
| ------------------------------------------- | --------------------------------------------------------------------------- | --- |
| Sänger                                      | Charles Castronovo                                                          | - Alex Esposito - Brandon Jovanovich - John Osborn - Xavier Sabata - Georg Zeppenfeld |
| Sängerin                                    | Asmik Grigorian                                                             | - Anna Caterina Antonacci - Daniela Barcellona - Sabine Devieilhe - Rosa Feola - Pretty Yende |
| Dirigent                                    | Marc Albrecht                                                               | - Chung Myung-whun - Diego Fasolis - René Jacobs - Michele Mariotti - Mark Wigglesworth |
| Chor                                        | Bolschoi-Oper                                                               | - Dutch National Opera - Opéra National de Lyon - Royal Opera House - Semperoper Dresden - Teatro alla Scala |
| Orchester                                   | Royal Opera House                                                           | - LA Opera - musicAeterna, Staatsoper Perm - Novaya Opera - Königliche Oper Kopenhagen - Staatsoper Berlin |
| Regie                                       | Katie Mitchell                                                              | - Vasily Barkhatov - Calixto Bieito - Rodula Gaitanou - David Pountney - Krzysztof Warlikowski |
| Ausstattung                                 | Rebecca Ringst                                                              | - Paolo Fantin - Johannes Leiacker - Katrin Lea Tag - Leslie Travers - Pierre-André Weitz |
|                                             |                                                                             | |
| Opernhaus                                   | Opera Vlaanderen                                                            | - Deutsche Oper am Rhein - Göteborgsoperan - Houston Grand Opera - Opéra National de Paris - Theater an der Wien |
| Festival                                    | Janáček Brno                                                                | - Festival della Valle d’Itria - Garsington Opera - Opera Holland Park - Prototype Festival - Ruhrtriennale |
|                                             |                                                                             | |
| Neuinszenierung                             | Janáček: Aus einem Totenhaus Regie: Krzysztof Warlikowski Royal Opera House | - Barber: Vanessa, Regie: Keith Warner, Glyndebourne - Britten: Gloriana, Regie: David McVicar, Teatro Real - Janáček: Jenůfa, Regie: Katie Mitchell, Dutch National Opera - Verdi: La traviata, Regie: Deborah Warner, Théâtre des Champs-Elysées - Wagner: Tristan und Isolde, Regie: Dmitri Tcherniakov, Staatsoper Berlin                         |
| Wiederentdeckung                            | Hasse: Artaserse, Pinchgut Opera                                            | - Donizetti: L’ange de Nisida, Opera Rara - Goldschmidt: Beatrice Cenci, Bregenzer Festspiele - Mascagni: Isabeau, Opera Holland Park - Paderewski: Manru, Polish National Opera/Poznań Opera House - Stanford: The Travelling Companion, New Sussex Opera - Tate: The Lodger, Stadttheater Bremerhaven - van Gilse: Thijl, Utrecht Student Orchestra |
| Uraufführung                                | Kurtág: Fin de partie, Teatro alla Scala                                    | - Beecher: Sky on Swings, Opera Philadelphia - Benjamin: Lessons in Love and Violence, Royal Opera House - Debussy/Van Parys: Usher, Staatsoper Berlin - Langer: Rhondda Rips It Up!, Welsh National Opera - Larcher: Das Jagdgewehr, Bregenzer Festspiele - Raskatow: GerMANIA, Opéra de Lyon - Wainwright: Hadrian, Canadian Opera Company          |
|                                             |                                                                             | |
| Aufnahme (vollständige Oper)                | Rossini: Semiramide, Opera Rara                                             | - Dean: Hamlet, Opus Arte - Halévy: La reine de Chypre, Palazzetto Bru Zane - Monteverdi: Il ritorno d’Ulisse in patria, Soli Deo Gloria - Verdi: Giovanna d’Arco, Decca - Wagner: Die Meistersinger von Nürnberg, Deutsche Grammophon |
| Aufnahme (Recital)                          | Stéphane Degout: Enfers, Harmonia Mundi                                     | - Javier Camarena: Contrabandista, Decca - Max Emanuel Cenčić: Porpora Arias, Decca - Elsa Dreisig: Miroir(s), Erato - Anita Rachvelishvili: Anita, Sony - Stuart Skelton: Shining Knight, ABC Classics |
|                                             |                                                                             | |
| Junger Sänger verliehen von Mazars          | Marina Viotti                                                               | - Julien Behr - Jodie Devos - Kangmin Justin Kim - Soraya Mafi - Siyabonga Maqungo - Amanda Woodbury |
| Reader’s Award verliehen vom Opera Magazine | Sonya Yoncheva                                                              | - Ildar Abdrasakow - Sarah Connolly - Michael Fabiano - Vittorio Grigolo - Thomas Hampson - Barbara Hannigan - Ana María Martínez |
| Newcomer                                    | Maxim Emelyanychev, Dirigent                                                | - Julia Burbach, Regisseurin - Ben Glassberg, Dirigent - Thomas Guggeis, Dirigent - Joana Mallwitz, Dirigentin - Shuang Zou, Regisseur |
| Erziehung und Wirkung                       | Umculo Cape Festival                                                        | - English Touring Opera - Festival d’Aix-en-Provence - Komische Oper - Opéra National de Lyon - Pittsburgh Opera |
| Lebensleistung                              | Leontyne Price                                                              | |
| Leadership in Opera                         | Waldemar Dąbrowski (Polish National Opera)                                  | |
| Philanthropie                               | Fondation Bru                                                               | |